# 中山隧道 (新潟县)

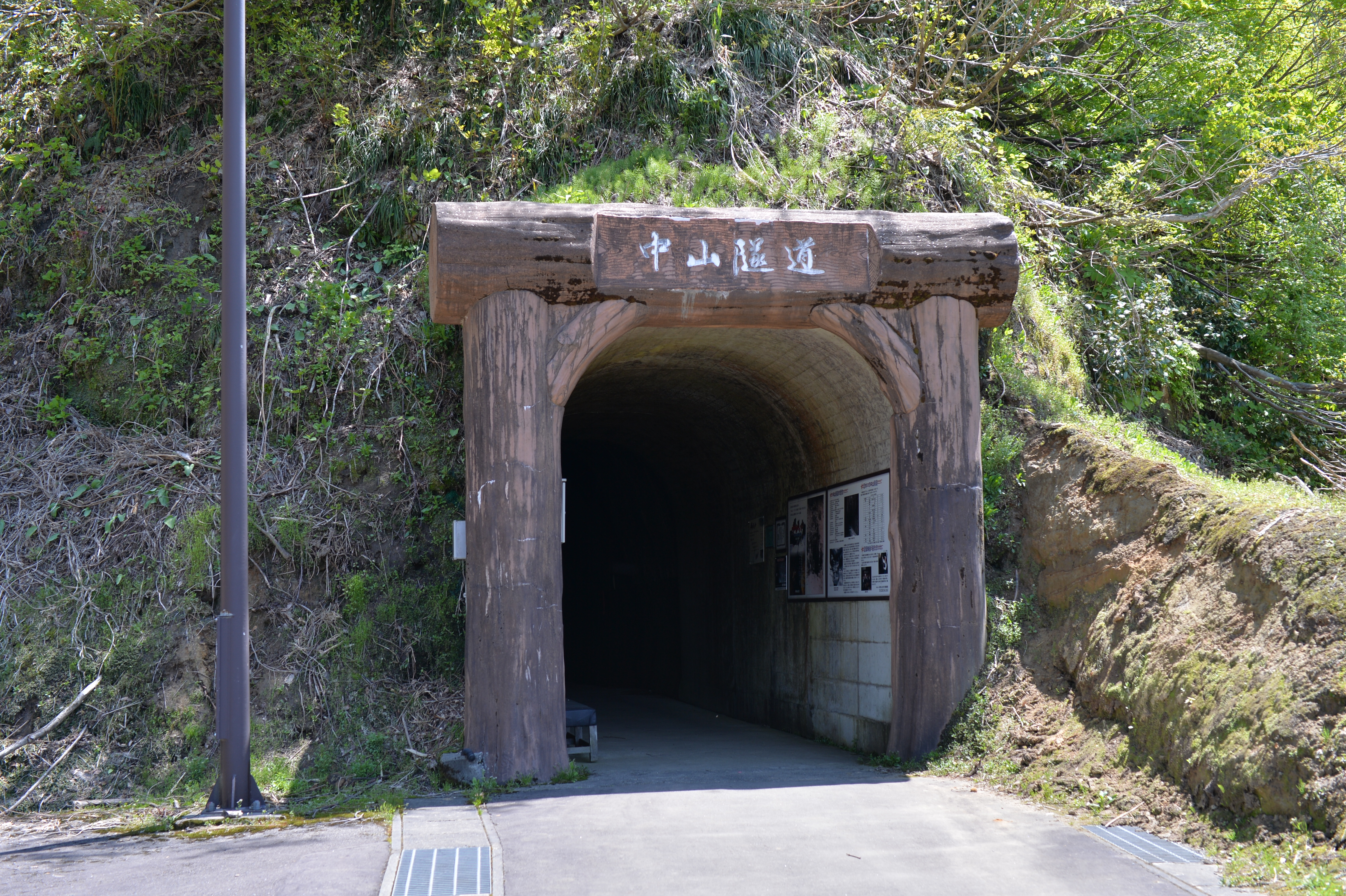
第一代隧道

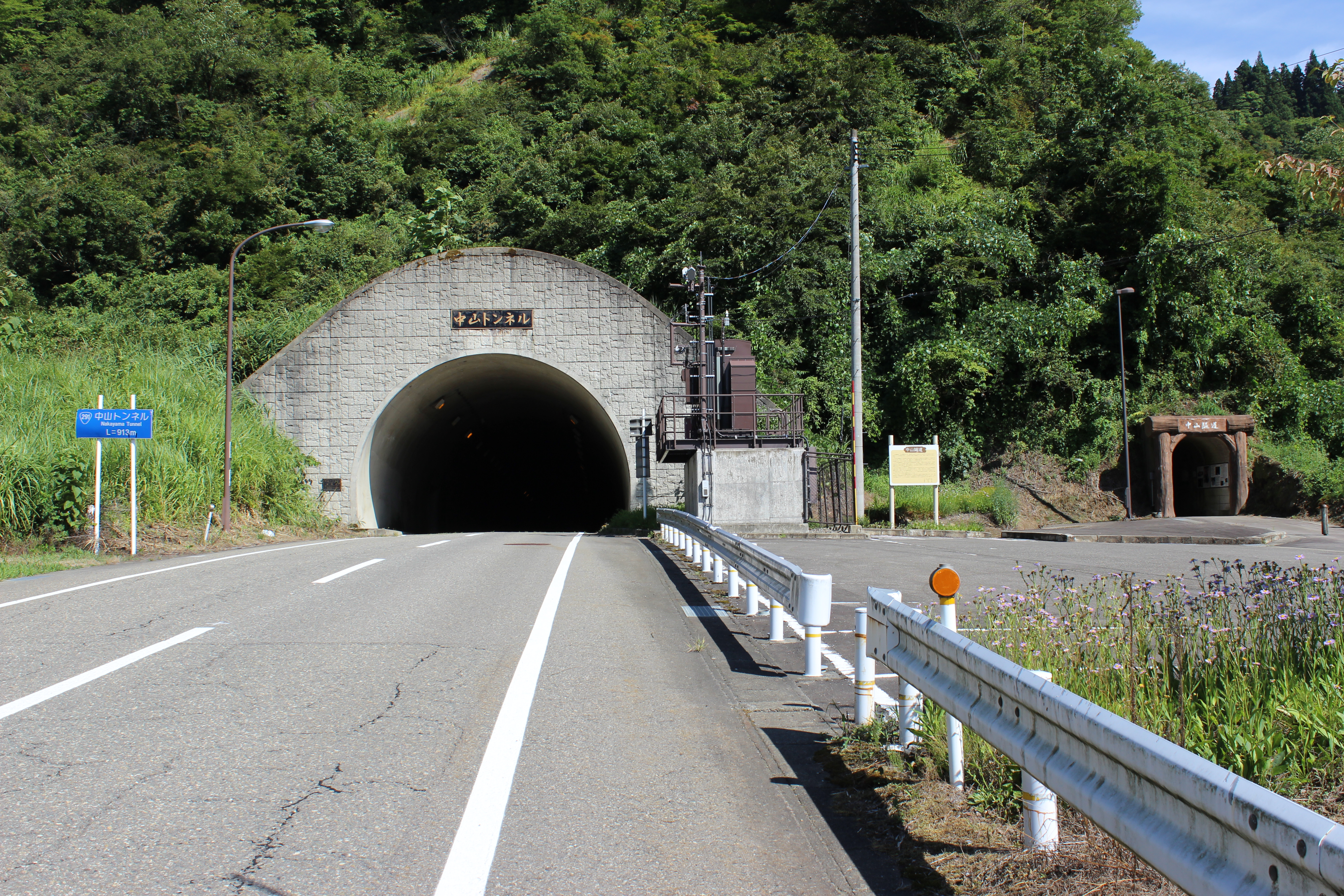
第二代隧道

中山隧道（日语：／）是日本新潟県的一条公路隧道，位于魚沼市与山古志村（现为長岡市）的交界处，承载国道291号。有两代隧道，第一代隧道建于1933年至1949年间，是日本最长的手工开凿的隧道，現在仍可見鶴嘴鎬的痕跡。第二代隧道1998年12月14日建成通车，第一代隧道遂改为历史遗迹，2006年获土木學會選獎土木遺產。